# Ezio Panciera
Ezio Panciera (Schio, 1896 – Schio, 1960) è stato un imprenditore italiano.

## Biografia
Ezio Panciera, figlio di Giovan Battista (1850 - 1909), fu avviato dal padre insieme ai fratelli Riccardo, Gaetano e Alessandro alla gestione della Caolino Panciera, la prima azienda italiana dedicata all'estrazione di caolino, cavato dai giacimenti del Tretto, società fondata dal nonno Domenico Panciera (1812 - 1893), possidente agrario e politicamente impegnato nel Comune di Schio, entrato tra la cerchia delle conoscenze di Alessandro Rossi della Lanerossi.
Accanto all'attività imprenditoriale Ezio Panciera venne nominato presidente dell'Istituto autonomo per le case popolari della provincia di Vicenza. Sposò Maria Toffanin, sorella di Paolo, Giuseppe e Umberto.